# Баталін Олександр Петрович
Олександр Петрович Баталін (нар. 1905, місто Пенза, тепер Російська Федерація — червень 1980, Російська Федерація) — радянський діяч, 1-й секретар Пензенського міського комітету ВКП(б), 2-й секретар Пензенського обласного комітету ВКП(б). Депутат Верховної Ради СРСР 1-го скликання (1937—1946).

## Біографія
Народився в родині кондуктора. З червня 1919 по серпень 1920 року — розсильний на станції Пенза Рязано-Уральської залізниці. З вересня 1920 по червень 1924 року — учень машинобудівного технікуму в Пензі. У 1924 році вступив до комсомолу.
З червня 1924 по березень 1926 року — слюсар суконної фабрики «Колективна творчість» в селі Золоторьовка Пензенського повіту Пензенської губернії.
У березні — серпні 1926 року — інструктор Пензенського повітового комітету ВЛКСМ у Пензі.
Член РКП(б) з травня 1926 року.
З серпня 1926 по вересень 1927 року — машиніст суконної фабрики імені Кутузова в селі Ширингуш Бєдно-Дем'янівського повіту Пензенської губернії. З вересня 1927 по вересень 1930 року — помічник майстра заводу імені Фрунзе в Пензі.
У вересні 1930 — квітні 1934 року — слухач військово-механічного інституту в Ленінграді, інженер-механік.
З квітня 1934 по лютий 1935 року — старший майстер, з лютого 1935 по березень 1936 року — начальник цеху, з березня 1936 по травень 1937 року — начальник групи основного виробництва, з травня по вересень 1937 року — начальник годинникового виробництва і заступник директора заводу імені Фрунзе в Пензі.
У вересні 1937 — лютому 1939 року — 1-й секретар Пензенського міського комітету ВКП(б) Тамбовської області.
У лютому 1939 — лютому 1940 року — 2-й секретар Організаційного бюро ЦК ВКП(б) по Пензенській області, 2-й секретар Пензенського обласного комітету ВКП(б).
У лютому 1940 — грудні 1941 року — директор заводу № 260 (випуск детонаторів для авіабомб, мін, артилерійських і реактивних снарядів) у місті Владимирі Івановської області. У грудні 1941 — січні 1947 року — директор заводу № 260 в місті Молотові (Пермі).
З січня 1947 по серпень 1948 року — директор заводу № 604 в селищі Желєзнодорожний Балашихінського району Московської області.
З серпня 1948 по листопад 1958 року — директор науково-дослідного інституту № 582 (дослідження, розробка і організація серійного виробництва інженерних боєприпасів) у місті Балашисі Московської області.
З листопада 1958 по жовтень 1966 року — заступник директора Центрального науково-дослідного інституту «Машдеталь» в Москві.
У жовтні 1966 — вересні 1972 року — доцент Всесоюзного заочного політехнічного інституту в Москві.
У жовтні 1972 — липні 1973 року — старший науковий співробітник Науково-дослідного інженерного інституту в місті Балашисі Московської області.
З липня 1973 року — на пенсії.
Помер у червні 1980 року.

## Нагороди
- орден Леніна
- орден Трудового Червоного Прапора
- медалі